# 24 часа (1-й сезон)
Первый сезон американского драматического телесериала «24 часа», также известный как «Первый день», был в эфире с 6 ноября 2001 года по 21 мая 2002 года на канале Fox. В этом сезоне сюжетная линия начинается и заканчивается в 12:00 в день первичных президентских выборов в Калифорнии. Показ пилотной серии был запланирован на 31 октября 2001 года, но из-за терактов 11 сентября, сцена, где Мэнди взрывает Boeing 747 была подвергнута цензуре, а запуск сериала был отложен на 21:00 6 ноября.
Джек:

Сейчас на кандидата в президенты готовится покушение. Моя жена и дочь похищены… и мои коллеги могут быть к этому причастны. Я федеральный агент Джек Бауэр и это самый длинный день в моей жизни.
Оригинальный текст (англ.)Right now, terrorists are planning to assassinate a presidential candidate. My wife and daughter have been kidnapped… and people that I work with may be involved in both. I'm Federal Agent Jack Bauer, and this is the longest day of my life.

Вводный монолог от лица Джека Бауэра для большинства эпизодов первого сезона. Этот текст слегка изменяется между эпизодами: в некоторых случаях Джек говорит «пропавших без вести», «в опасности», вместо «похитили», а изначально вообще не говорит про жену. Также иногда использует «сегодня» вместо «сейчас».

## Обзор сезона
Первый сезон проходит в день первичных выборов вымышленного президента США.
В этом сезоне основной сюжет крутится вокруг покушения на сенатора США от штата Мэриленд, Дэвида Палмера, кандидата от Демократической партии на президентских выборах, в день первичных выборов в Калифорнии. Центральным персонажем является Джек Бауэр, бывший оперативник группы Дельта, который является главой полевых операций вымышленного контр-террористического подразделения (КТО, в оригинале CTU) в Лос-Анджелесе. Бауэр продолжает действовать профессионально и после того, как его жену Тери и дочь Ким похищают люди, участвующие в заговоре.
Сезон, по сути, делится на две половины:
- Первая часть сезона вращается вокруг группы наёмников, которые пытаются силовым методом контролировать Джека Бауэра. Они похищают его жену и дочь, вынуждая Джека убить сенатора Палмера. В итоге Джек не убивает сенатора и спасает свою семью, при этом оказавшись вне закона.
- Во второй части сезона КТО (CTU) находит организаторов этого покушения, и Джек узнаёт, почему он и сенатор Палмер, на самом деле, оказались мишенями убийц.

Изначально телеканал Fox заказал 13 эпизодов — успешное спасение семьи Джека Бауэра в конце первой половины сезона было задумано, как финал шоу, в том случае, если сериал не оказался успешен и его бы не продлили.

### Основные сюжетные линии
Шоу демонстрирует события с точки зрения пяти основных персонажей: Джека Бауэра, Тери Бауэр, Нины Майерс, Ким Бауэр и Дэвида Палмера, а также главного антагониста Мэнди в течение первых трёх часов, затем Айры Гейнс, Андре Дрэйзена и, наконец, Виктора Дрэйзена. Происходящие в течение суток события и взаимоотношения персонажей и их пособников формируют основу сюжетных линий.
- Крот в КТО (CTU) саботирует попытки остановить покушение.
- Джек, пытаясь найти компромисс между личными интересами и противостоянием террористам, оказывается в сложной ситуации. Он испытывает большое давление, когда ему приходится выбирать между защитой кандидата в президенты и своей семьи.
- Члены семьи Бауэр восстанавливают отношения после разлуки сроком в полгода.
- Развивается напряжённость между Джеком и его коллегами Ниной Майерс и Тони Алмейдой. У Нины на момент сериала отношения с Тони, но ранее она была в отношениях с Джеком, во время его разлуки с семьёй.
- Политическая карьера Палмера находится на грани краха, когда появляется риск скандала из-за того, что прессе может стать известно о произошедшем 7 лет назад изнасиловании его дочери и возможном обвинении сына Палмера в убийстве насильника.
- У Ким появляются чувства к Рику Аллену, её похитителю .
- Тери теряет память в результате стресса, которому она подверглась в течение дня.
- Шерри Палмер лжёт своему мужу и пытается подорвать его кампанию, а Дэвид Палмер понимает, что она использует их брак, чтобы реализовать свои политические амбиции.

### Сюжет
Джек и КТО пытаются предотвратить покушение, но им мешает крот. У Джека похищают сначала дочь, а потом жену. Сотрудники КТО раскрывают крота в своей команде. Джек пытается спасти семью и предотвратить покушение. За ним начинают охоту коллеги из-за того, что он становится подозреваемым в покушении на Палмера. Джек спасает свою семью. Его восстанавливают в КТО, и он продолжает искать заговорщиков. Джек выясняет, что это покушение на Палмера и похищение его семьи произошло из-за проведённой им два года назад операции в Косово, которую санкционировал Палмер. У Джека вновь похищают дочь, а жена теряет память. Затем Тери восстанавливает память, а Джек спасает дочь, убив организаторов. Но Нина, которая оказывается вторым кротом в КТО, убивает Тери. Существует альтернативная концовка, в которой Тери остаётся жива, но второй сезон продолжается именно с официальной концовки со жены Бауэра.

### Привязка ко времени
Хотя это не указано официально, но события первого сезона происходят в 2001 году, когда снимался и транслировался сериал. События происходят через два года после операции «Сумерки», а позже в сериале говорится, что эта операция проводилась в 1999 году. Однако, Алекс Дрэйзен по документам КТО 1967 года рождения и его возраст 35 лет. Это значит, что события первого сезона происходят в 2002 году. Очевидно, что это ошибка, так как сериал снимался и транслировался с 2001 года по 2002 год. Сами сценаристы заявили, что события сериала «24 часа» происходят в вечном сейчас (дословно, в оригинале — perpetual now), где точные даты и время не входят в концепцию.

### Повороты сюжета, влияющие на следующие сезоны
- Смерть Тери Бауэр
- Отношения Джека Бауэра и Дэвида Палмера.
- Отношения Джека Бауэра и Тони Алмейды.
- Отношения Джека и Ким Бауэр.
- Отношения Дэвида Палмера и его женой Шерри Палмер, включая их развод.
- Отношения Джека Бауэра и Нины Майерс.
- Джек раскрывает двух кротов в КТО в течение дня, что вызывает напряжение между сотрудниками КТО, включая конфликт между Тони и Джорджем Мэйсоном, который становится директором КТО.
- Нина Майерс оказывается кротом.
- Раскрывается содержание секретной операции «Сумерки» и её последствий.

### Производство
Чтобы сохранить интригу в заключительном эпизоде, авторы сняли три концовки, в двух из которых Тэри Бауэр оставалась жива. Одна из альтернативных ложных концовок была вставлена в DVD.

## Персонажи

### Основной состав
- Джек Бауэр (Кифер Сазерленд) главный герой сериала, глава полевых операций КТО.
- Тери Бауэр (Лесли Хоуп) жена Джека.
- Нина Майерс (Сара Кларк) агент КТО.
- Ким Бауэр (Элиша Катберт) дочь Джека и Тери.
- Дэвид Палмер (Деннис Хэйсберт) сенатор от штата Мэриленд, кандидат в президенты.

### Приглашённые актёры
- Тони Альмейда (Карлос Бернард) аналитик КТО, друг Джека.
- Ричард Уолш (Майкл О'Нил) директор КТО.
- Мэнди (Миа Киршнер) наёмный убийца, участница заговора против сенатора Палмера.
- Виктор Дрэйзен (Деннис Хоппер) жестокий диктатор из Боснии. Основной антагонист первого сезона.
- Андре Дрэйзен (Желько Иванек) старший сын Виктора Дрэйзена.
- Алексис Дрэйзен (Миша Коллинз) младший сын Виктора Дрэйзена, бывший спецназовец.
- Айра Гейнс (Майкл Масси) лидер наёмников, которые похитили Ким Бауэр.
- Джордж Мэйсон (Ксандер Беркли) агент, присланный из Подразделения, чтобы проверить работу КТО.
- Шерри Палмер (Пенни Джонсон Джеральд) жена Дэвида Палмера.
- Майк Новик (Джуд Чикколелла[англ.]) руководитель предвыборной кампании сенатора Палмера.
- Райан Чапел (Пол Шульц) представитель Подразделения, курирующий работу КТО.
- Альберта Грин (Тамара Тьюни) временная глава КТО, присланная из Подразделения.
- Рик Аллен (Дэниел Бесс) один из людей Гейнса.
- Марк ДеСальво (Лу Даймонд Филлипс) начальник спецтюрьмы, в которой содержался Виктор Дрэйзен.

## Эпизоды
| № общий | № в сезоне | Название                  | Режиссёр             | Автор сценария                                                                 | Дата премьеры   | Произв. код |
| ------- | ---------- | ------------------------- | -------------------- | ------------------------------------------------------------------------------ | --------------- | ----------- |
| 1       | 1          | «12:00 a.m. – 1:00 a.m.»  | Стивен Хопкинс       | Роберт Кокран и Джоэл Сурноу                                                   | 6 ноября 2001   | 1AFF79      |
| 2       | 2          | «1:00 a.m. — 2:00 a.m.»   | Стивен Хопкинс       | Джоэл Сурноу и Майкл Лосефф                                                    | 13 ноября 2001  | 1AFF01      |
| 3       | 3          | «2:00 a.m. — 3:00 a.m.»   | Стивен Хопкинс       | Джоэл Сурноу и Майкл Лосефф                                                    | 20 ноября 2001  | 1AFF02      |
| 4       | 4          | «3:00 a.m. — 4:00 a.m.»   | Винрих Кольбе        | Роберт Кокран                                                                  | 27 ноября 2001  | 1AFF03      |
| 5       | 5          | «4:00 a.m. — 5:00 a.m.»   | Винрих Кольбе        | Чип Йоханнссен                                                                 | 11 декабря 2001 | 1AFF04      |
| 6       | 6          | «5:00 a.m. — 6:00 a.m.»   | Брайан Спайсер       | Говард Гордон                                                                  | 18 декабря 2001 | 1AFF05      |
| 7       | 7          | «6:00 a.m. — 7:00 a.m.»   | Брайан Спайсер       | Андреа Ньюман                                                                  | 8 января 2002   | 1AFF06      |
| 8       | 8          | «7:00 a.m. — 8:00 a.m.»   | Стивен Хопкинс       | Джоэл Сурноу и Майкл Лосефф                                                    | 15 января 2002  | 1AFF07      |
| 9       | 9          | «8:00 a.m. — 9:00 a.m.»   | Стивен Хопкинс       | Вёрджил Уильямс                                                                | 22 января 2002  | 1AFF08      |
| 10      | 10         | «9:00 a.m. — 10:00 a.m.»  | Дэвис Гуггенхайм     | Лоуренс Херцог                                                                 | 5 февраля 2002  | 1AFF09      |
| 11      | 11         | «10:00 a.m. — 11:00 a.m.» | Дэвис Гуггенхайм     | Роберт Кокран                                                                  | 12 февраля 2002 | 1AFF10      |
| 12      | 12         | «11:00 a.m. — 12:00 p.m.» | Стивен Хопкинс       | Говард Гордон                                                                  | 19 февраля 2002 | 1AFF11      |
| 13      | 13         | «12:00 p.m. — 1:00 p.m.»  | Стивен Хопкинс       | Андреа Ньюман                                                                  | 26 февраля 2002 | 1AFF12      |
| 14      | 14         | «1:00 p.m. — 2:00 p.m.»   | Джон Кассар          | Джоэл Сурноу и Майкл Лосефф                                                    | 5 марта 2002    | 1AFF13      |
| 15      | 15         | «2:00 p.m. — 3:00 p.m.»   | Джон Кассар          | Майкл С. Чернучин                                                              | 12 марта 2002   | 1AFF14      |
| 16      | 16         | «3:00 p.m. — 4:00 p.m.»   | Стивен Хопкинс       | Роберт Кокран и Говард Гордон                                                  | 19 марта 2002   | 1AFF15      |
| 17      | 17         | «4:00 p.m. — 5:00 p.m.»   | Стивен Хопкинс       | Майкл С. Чернучин                                                              | 26 марта 2002   | 1AFF16      |
| 18      | 18         | «5:00 p.m. — 6:00 p.m.»   | Фредерик Кинг Келлер | Морис Хёрли                                                                    | 2 апреля 2002   | 1AFF17      |
| 19      | 19         | «6:00 p.m. — 7:00 p.m.»   | Фредерик Кинг Келлер | Джоэл Сурноу и Майкл Лосефф                                                    | 9 апреля 2002   | 1AFF18      |
| 20      | 20         | «7:00 p.m. — 8:00 p.m.»   | Стивен Хопкинс       | Роберт Кокран и Говард Гордон                                                  | 16 апреля 2002  | 1AFF19      |
| 21      | 21         | «8:00 p.m. — 9:00 p.m.»   | Стивен Хопкинс       | Джоэл Сурноу и Майкл Лосефф                                                    | 23 апреля 2002  | 1AFF20      |
| 22      | 22         | «9:00 p.m. — 10:00 p.m.»  | Пол Шапиро           | Джоэл Сурноу и Майкл Лосефф                                                    | 7 мая 2002      | 1AFF21      |
| 23      | 23         | «10:00 p.m. — 11:00 p.m.» | Пол Шапиро           | Роберт Кокран и Говард Гордон                                                  | 14 мая 2002     | 1AFF22      |
| 24      | 24         | «11:00 p.m. — 12:00 a.m.» | Стивен Хопкинс       | Телесценарий: Джоэл Сурноу и Майкл Лосефф Сюжет: Роберт Кокран и Говард Гордон | 21 мая 2002     | 1AFF23      |